# Guerra corporativa
La guerra corporativa es una forma de guerra de información en la que se producen ataques a empresas por parte de otras empresas. Tal guerra puede ser parte de la guerra económica y la guerra cibernética; pero puede implicar espionaje, tácticas de relaciones públicas "sucias" o robo físico. La intención es en gran medida desestabilizar o hundir el valor de la empresa contraria para obtener ganancias financieras, o robarles secretos comerciales.

## En la ciencia ficción
En el género de ciencia ficción del ciberpunk, las corporaciones protegen sus datos y contratan a personas para entrar en los sistemas informáticos de sus competidores. En el género iniciado por William Gibson, el poder está en gran medida en manos de megacorporaciones que a menudo mantienen sus propios ejércitos privados y fuerzas de seguridad y libran guerras corporativas entre sí.

## Cibernética
Según Schwartau, en la guerra de información corporativa, las empresas suelen ser el blanco de sus competidores. Dicha guerra puede incluir métodos de espionaje industrial, difundir desinformación, filtrar información confidencial y dañar los sistemas de información de una empresa.
Chris Rouland, de la empresa de seguridad cibernética y armas cibernéticas Endgame, Inc., defendió de manera controvertida que se debe permitir que las empresas privadas "hackean" a las naciones o a los delincuentes que intentan robar sus datos. Después de una ola de ataques de alto perfil contra empresas estadounidenses y bases de datos del gobierno, un panel de expertos reunidos por el Centro de Seguridad Nacional y Cibernética de la Universidad George Washington dijo que las políticas deberían suavizarse para permitir medidas de "defensa activa" para disuadir a los piratas informáticos y así lo hicieron, no recomendó volverse loco "porque [ellos] no quieren que el remedio sea peor que la enfermedad". Relevante en la Conferencia RSA de Microsoft en febrero de 2017, el presidente Brad Smith declaró que las empresas de tecnología deben preservar la confianza y la estabilidad en línea prometiendo neutralidad en los conflictos cibernéticos.
El dramático aumento en el uso de Internet para fines comerciales ha expuesto a las entidades privadas a mayores riesgos de ataques cibernéticos. García y Horowitz proponen un enfoque de teoría de juegos que considera las motivaciones económicas para invertir en seguridad de Internet e investigan un escenario en el que las empresas planifican inversiones en seguridad a largo plazo considerando la probabilidad de ataques cibernéticos.
Las redes de bots se pueden utilizar para dejar fuera de línea a los competidores comerciales. Pueden ser contratados por corporaciones para interrumpir la operación de competidores en las redes.
La guerra corporativa de bajo nivel se libra constantemente entre los gigantes de la tecnología por "trolls de patentes, blogs internos y puntos de conversación corporativos".
Los ataques a la cadena de suministro en la guerra corporativa pueden denominarse interdicción de la cadena de suministro.
El término también puede referirse a la privatización de la guerra principalmente por la participación de empresas militares privadas.
Se ha especulado que el concepto de "conflicto armado no internacional en el sentido del artículo 3 CG I a IV" de la Cuarta Convención de Ginebra sería lo suficientemente amplio como para permitir cubrir "un renacimiento de la guerra corporativa".

## Arte
En 2016, una serie de ilustraciones digitales del estudio de diseño alemán Forreal llamada "Corporate Warfare" visualizó el poder y el impacto de las grandes corporaciones mediante torpedos y bombas atómicas de marca. Dirk Schuster, cofundador de Forreal afirma que "las grandes corporaciones pueden tener más poder que los gobiernos, por lo que las ubicamos en un contexto militar".
Sam Esmail, creador de la serie de televisión Mr. Robot, afirma que “la próxima guerra mundial no se peleará con armas nucleares, sino con información, economía y guerra corporativa”.